# Phippsburg (Maine)
Phippsburg és una població dels Estats Units a l'estat de Maine (EUA). Segons el cens del 2000 tenia 2.106 habitants.

## Demografia
Segons el cens del 2000, Phippsburg tenia 2.106 habitants, 859 habitatges, i 622 famílies. La densitat de població era de 28,2 habitants/km².
Dels 859 habitatges en un 28,5% hi vivien nens de menys de 18 anys, en un 62,5% hi vivien parelles casades, en un 5,7% dones solteres, i en un 27,5% no eren unitats familiars. En el 21,8% dels habitatges hi vivien persones soles el 8,8% de les quals corresponia a persones de 65 anys o més que vivien soles. El nombre mitjà de persones vivint en cada habitatge era de 2,45 i el nombre mitjà de persones que vivien en cada família era de 2,82.
Per edats la població es repartia de la següent manera: un 22,4% tenia menys de 18 anys, un 5,3% entre 18 i 24, un 26,5% entre 25 i 44, un 30,7% de 45 a 60 i un 15,1% 65 anys o més.
L'edat mediana era de 43 anys. Per cada 100 dones de 18 o més anys hi havia 101,7 homes.
La renda mediana per habitatge era de 46.739 $ i la renda mediana per família de 53.631 $. Els homes tenien una renda mediana de 33.214 $ mentre que les dones 26.250 $. La renda per capita de la població era de 22.205 $. Entorn del 5,8% de les famílies i el 9,2% de la població estaven per davall del llindar de pobresa.